# Macronemurus delicatulus
Macronemurus delicatulus is een insect uit de familie van de mierenleeuwen (Myrmeleontidae), die tot de orde netvleugeligen (Neuroptera) behoort. 
Macronemurus delicatulus is voor het eerst wetenschappelijk beschreven door Morton in 1926.